# L'Horme
 L'Horme  es una población y comuna francesa, situada en la región de Ródano-Alpes, departamento de Loira, en el distrito de Saint-Étienne y cantón de La Grand-Croix.

## Demografía
| 4324 | 5072 | 5028 | 4858 | 4689 | 4639 |
| Para los censos de 1962 a 1999 la población legal corresponde a la población sin duplicidades (Fuente: INSEE [Consultar]) |      |      |      |      |      |